# Kosići
Kosići este un sat din comuna Ulcinj, Muntenegru. Conform datelor de la recensământul din 2003, localitatea are 259 de locuitori (la recensământul din 1991 erau 277 de locuitori).

## Demografie
În satul Kosići locuiesc 197 de persoane adulte, iar vârsta medie a populației este de 35,6 de ani (34,2 la bărbați și 37,3 la femei). În localitate sunt 55 de gospodării, iar numărul mediu de membri în gospodărie este de 4,71.
|  |

| Demografie | Demografie | Demografie |
| An         | Locuitori  | Locuitori  |
| ---------- | ---------- | ---------- |
|            |            |            |
|            |            |            |
|            |            |            |
|            |            |            |
| 1948       | 242        |            |
| 1953       | 267        |            |
| 1961       | 251        |            |
| 1971       | 274        |            |
| 1981       | 312        |            |
| 1991       | 277        | 209        |
| 2003       | 320        | 259        |

| \| Componența etnică conform recensământului din 2003[2] \| Componența etnică conform recensământului din 2003[2] \| Componența etnică conform recensământului din 2003[2] \| Componența etnică conform recensământului din 2003[2] \| Componența etnică conform recensământului din 2003[2] \| \| ----------------------------------------------------- \| ----------------------------------------------------- \| ----------------------------------------------------- \| ----------------------------------------------------- \| ----------------------------------------------------- \| \| \| \| \| \| \| \| Albanezi \| Albanezi \| \| 250 \| 96,52% \| \| Musulmani \| Musulmani \| \| 7 \| 2,7% \| \| Muntenegreni \| Muntenegreni \| \| 2 \| 0,77% \| \| necunoscută \| necunoscută \| \| 0 \| 0% \| |              |  |     |        |
| Componența etnică conform recensământului din 2003 |              |  |     |        |
| |              |  |     |        |
| Albanezi | Albanezi     |  | 250 | 96,52% |
| Musulmani | Musulmani    |  | 7   | 2,7%   |
| Muntenegreni | Muntenegreni |  | 2   | 0,77%  |
| necunoscută | necunoscută  |  | 0   | 0%     |